# 上海交通大学理学院
上海交通大学理学院是上海交通大学的一个学院。
前身为上海交通大学科学学院，成立于1930年，1938年改称理学院。理学院下辖数学系和物理与天文系。，以及数学科学与技术、光学与光子学、凝聚态物理、理论物理、太阳能、空间与天体物理等6个研究所。